# Mokrowo (obwód brzeski)
Mokrowo (biał. Мокрава, Mokrawa; ros. Мокрово, Mokrowo) – wieś na Białorusi, w obwodzie brzeskim, w rejonie łuninieckim, w sielsowiecie Sinkiewicze, nad Łanią i przy drodze magistralnej .
Znajduje się tu parafialna cerkiew prawosławna pw. Opieki Matki Bożej z 1992 r.
W dwudziestoleciu międzywojennym miejscowość leżała w Polsce, w województwie poleskim, w powiecie łuninieckim, w gminie Łachwa. 
Podczas okupacji hitlerowskiej, w maju 1942 roku Niemcy utworzyli getto dla żydowskich mieszkańców. Przebywało w nim około 300 osób. W grudniu 1943 roku Niemcy zlikwidowali getto, a Żydów zamordowali. 
Po II wojnie światowej w granicach Związku Radzieckiego. Od 1991 w niepodległej Białorusi.